# Mirosternus angulatus
Mirosternus angulatus är en skalbaggsart som beskrevs av Perkins 1910. Mirosternus angulatus ingår i släktet Mirosternus och familjen trägnagare. Inga underarter finns listade i Catalogue of Life.